# Congrès national arménien (1917)
Pour les articles homonymes, voir Congrès national arménien.
Le Congrès national arménien (ou Congrès des Arméniens orientaux,) est un congrès politique fondé pour représenter les Arméniens de l'Empire russe,,. Il se réunit pour la première fois au Théâtre Artistique de Tbilissi le 11 octobre 1917,,,,. Les fondateurs profitent de la révolution russe pour former ce Congrès, cherchant à profiter des opportunités qu'elle offre aux Arméniens et aux autres minorités de l'Empire à la fin de la Première Guerre mondiale.

## Membres
Le Congrès est composé de 204 membres provenant de tout l'Empire russe ; seuls les bolchéviks arméniens refusent d'y participer pour des raisons idéologiques. Le Congrès est dominé par la Fédération révolutionnaire arménienne (FRA, ou Dachnaktsoutioun),,,,.
La composition du Congrès est la suivante :
- Dachnaks : 113 représentants
- Parti populiste arménien : 43 représentants
- Socialistes-révolutionnaires : 23 représentants
- Sociaux-démocrates : 9 représentants
- Sans parti : 7 représentants
- Il y avait aussi un petit nombre de représentants venus d'Arménie occidentale, en particulier Andranik Ozanian.

## Fonctionnement
Puisqu'il n'y avait pas de véritable gouvernement pour la province arménienne d'Erevan, le Congrès national arménien lui sert de gouvernement. Selon l'historien Richard G. Hovannisian, le Congrès est alors « le rassemblement le plus complet d'Arméniens orientaux depuis la conquête russe de la Transcaucasie »,. Les objectifs premiers du Congrès sont de concevoir une stratégie efficace pour la guerre, fournir de l'aide aux réfugiés et garantir une autonomie locale aux diverses institutions arméniennes du Caucase. Le Congrès préconise aussi la militarisation du front du Caucase,. Il soutient les politiques du gouvernement provisoire russe à propos de la guerre, et suggère de redessiner les frontières selon des critères ethniques. Le Congrès contribue fortement à la sécularisation des écoles arméniennes et à la nationalisation des écoles secondaires arméniennes.
Le Congrès se réunit dix-huit fois avant d'être dissout le 26 octobre 1917.

## Héritage
Avant sa dissolution, le Congrès national arménien est à l'origine de la fondation d'une Assemblée nationale de 35 membres, dont le rôle est d'être un organe législatif pour les Arméniens de l'Empire russe, ainsi que d'un organe exécutif de 15 membres, le Conseil national arménien dirigé par Avetis Aharonian,,. Le Conseil national arménien est le groupe qui proclame l'indépendance de la Première République d'Arménie, dirigée par Aram Manoukian, en mai 1918,,.